# Beteiligungen der Axel Springer SE
Dieser Artikel enthält eine Übersicht über die Beteiligungen des deutschen Medienkonzerns Axel Springer SE. Weitere Informationen über den Konzern finden sich im Hauptartikel.

## Regionalzeitungen
Bis Februar 2009 hielt der Konzern eine langjährige Beteiligung an der Leipziger Volkszeitung (50 %), den Lübecker Nachrichten (49 %) und den Kieler Nachrichten (24,5 %), die er an die Verlagsgesellschaft Madsack verkaufte. Im Rahmen der Veräußerungen wurde auch der Springer-Anteil an der Rostocker Ostsee-Zeitung (50 %) an die Lübecker Nachrichten übergeben.
Im März 2009 verkauft die damalige Axel Springer AG dann ihre bis dahin gehaltenen Anteile am Pinneberger Tageblatt (23,44 %) und den Elmshorner Nachrichten (100 %) an den Schleswig-Holsteinischen Zeitungsverlag.
Im September 2013 wurden die Harburger Anzeigen und Nachrichten eingestellt, an denen Axel Springer mit 24,8 % beteiligt war.
Zum 1. Januar 2014 verkaufte die umfirmierte Axel Springer SE die Regionalzeitungen Berliner Morgenpost, Hamburger Abendblatt und Bergedorfer Zeitung an die Funke Mediengruppe. Außerdem übernahm Funke die Anteile der Axel Springer SE an den Anzeigenblättern Berliner Woche, Spandauer Volksblatt, Hamburger Wochenblatt, Elbe Wochenblatt, Niendorfer Wochenblatt, Bille Wochenblatt und Echo Wochenblatt.

## Druckereien
Zum Konzern gehören Offset-Druckereien in Berlin-Spandau, Ahrensburg bei Hamburg und Essen-Kettwig.
Am 1. Januar 2005 wurde die Axel Springer Tiefdruck GmbH & Co. KG gegründet, um in einem Joint Venture mit der Bertelsmann AG (mittels arvato und Gruner + Jahr) zusammenzuarbeiten. An diesem waren arvato und Gruner und Jahr zu je 37,45 Prozent und die Axel Springer AG mit 25,1 Prozent beteiligt. Am 5. Oktober 2015 gab Bertelsmann die Übernahme der Anteile der Axel Springer SE bekannt.
In der Gesellschaft wurden die Tiefdruckereien in Ahrensburg und Darmstadt zusammengefasst. Zwischen dem 23. Dezember 2004 und dem 3. Mai 2005 wurde dieses Vorhaben von der EU-Kommission wettbewerbsrechtlich überprüft und trotz des geschätzten Marktanteils von fast 50 Prozent genehmigt.
Künftig werden die Tiefdruckereien der genannten Konzerne mit den Standorten Ahrensburg, Dresden, Darmstadt, Nürnberg und die im Bau befindliche Druckerei in Liverpool (Großbritannien) unter dem Namen Prinovis mit Sitz in Hamburg agieren.

## Digitale Medien

### Dyn Media
Die im August 2023 gestartete Streaming-Plattform Dyn Media bietet deutschen Sportfans, die sich für Handball, Basketball, Volleyball, Hockey oder Tischtennis begeistern, eine neue mediale Heimat. Mehrheitseigentümer ist Axel Springer, Mitgründer Christian Seifert ist mit einem Minderheitsanteil beteiligt.

### finanzen.net
Mit finanzen.net betreibt Axel Springer ein großes deutsches Börsenportal. Auch wallstreet:online gehörte zeitweise zum Springer-Konzern.

### Ladenzeile
Axel Springer erwarb am 16. Dezember 2011 die Mehrheit der Anteile an der Visual Meta GmbH jetzt Ladenzeile GmbH. Die beiden Unternehmensgründer der Ladenzeile Robert M. Maier und Johannes Schaback blieben als geschäftsführende Gesellschafter im Unternehmen. Beide Unternehmensgründer verließen das Unternehmen 2018. Ladenzeile stellt zum 30. Juni 2024 den Betrieb ein. 

### autohaus24.de durch Tochtergesellschaft
Der Axel Springer Auto Verlag erhöhte am 20. Juni 2012 seinen Anteil am Neuwagenportal autohaus24.de von zuvor 19,9 % auf 50 %. Der Betreiber des redaktionellen Autoportals autobild.de übernahm den zusätzlichen Anteil in Höhe von 30,1 % vom Sixt-Tochterunternehmen Sixt e-ventures, das dann ebenfalls 50 % der Anteile an autohaus24.de hielt.

### meinestadt.de
Axel Springer und General Atlantic übernahmen am 21. August 2012 100 % der Aktien an der Allesklar.com AG (meinestadt.de). meinestadt.de bot Informationen zu mehr als 11.000 deutschen Städten und Gemeinden. Georg Konjovic wurde neuer Vorstandsvorsitzender.

### Ozy.com
Die Axel Springer SE baute am 6. Oktober 2014 ihren Anteil am US-amerikanischen Online-Magazin Ozy.com auf 16 % gegen eine Investition von 20 Millionen US-Dollar aus. Davor hielt sie bereits einen Anteil von 0,6 %. Der Wert von Ozy.com stieg auf ca. 120 Millionen US-Dollar.

### Business Insider
Am 29. September 2015 teilt die Axel Springer SE mit, eine verbindliche Vereinbarung über den Kauf von 88 % der Anteile des US-Unternehmens Business Insider Inc. geschlossen zu haben. Nach dem Kauf wird Axel Springer SE etwa 97 Prozent der Anteile halten. Der Rest gehört der persönlichen Investmentfirma von Jeff Bezos.

### Axel Springer Digital Ventures
Neben Akquisitionen und strategischen Investments zum Ausbau des Digitalportfolios fördert Axel Springer über die 100-%-Tochter Axel Springer Digital Ventures auch den frühzeitigen Aufbau neuer Geschäftsmodelle. Dies geschieht z. T. in Form von direkten Investments, oder auch über den Accelerator Axel Springer Plug and Play.

### Immowelt Holding AG
Am 11. Februar 2015 beteiligt sich Axel Springer mit 55 Prozent mehrheitlich an der Immowelt Holding AG. Die Immowelt Holding AG ist ein Zusammenschluss der Immowelt-Gruppe, zu der das Immobilienportal immowelt.de gehört, und der Immonet-Gruppe mit dem Portal immonet.de. Neben Axel Springer sind an dem Gemeinschaftsunternehmen die Gesellschafter der Markt Gruppe und die Gründer der Immowelt AG Carsten Schlabritz und Jürgen Roth beteiligt.

### stepstone.de
Im Jahr 2004 beteiligt sich Axel Springer mit 49,9 Prozent an der Internet-Jobbörse stepstone.de (deutsche StepStone-Tochter). Vier Jahre später, im Jahr 2008, erhöht Springer seinen Anteil beim Mutterkonzern auf 33 Prozent. Ein Jahr später erhält Axel Springer mit 52,3 Prozent und für knapp 25 Millionen Euro die Mehrheit an dem Unternehmen.

### @Leisure
Von November 2014 bis Mai 2019 hielt Axel Springer 51 Prozent an @Leisure, einem Vermittlungsdienst für Ferienimmobilien. Zu dem Unternehmen gehören Internetportale wie Belvilla, Casamundo, Ardennes Relais, EuroRelais, DanCenter und seit 2016 auch Traum-Ferienwohnungen. Des Weiteren ist @Leisure an Dreamlines.de und Solegro beteiligt. Die Beteiligung an @Leisure verkaufte Axel Springer zu Juni 2019 an den indischen Ferienhaus- und Hotelvermittler OYO Hotels and Homes.

### Axel Springer Digital Classifieds GmbH
Die Gesellschaft wurde 2012 von Axel Springer SE und der Investmentfirma General Atlantic gegründet, in der der Konzern sein Rubrikengeschäft zusammenfasst, wie die Jobbörse Stepstone, das französische Immobilienportal SeLoger, Immowelt/Immonet, und das israelische Immobilien-, Auto- und Kleinanzeigenportal Yad2; und im Jahr 2015 wurde Axel Springer SE schließlich Alleineigner der Gesellschaft.

## Weitere Ausrichtungen
Neben Verlagsbeteiligungen in Deutschland (Axel Springer Auto Verlag) hält die Axel Springer AG Anteile an Fernseh- und Rundfunksendern, Vertriebsgesellschaften und Pressegrossisten, Online-Portalen und Verlagen im europäischen Ausland. Die folgende Auflistung erhebt nicht den Anspruch auf Vollständigkeit.
| Gesellschaft                                     | Anteil (%) | Hinweis                                                                                         |
| Amiado AG                                        | 100        |                                                                                                 |
| Anima Publishers s.r.o.                          | 100        |                                                                                                 |
| Antenne Bayern                                   | 16         | direkte Beteiligung                                                                             |
| AS TV-Produktions- und Vertriebsgesellschaft mbH | 100        |                                                                                                 |
| AS Venture GmbH                                  | 100        |                                                                                                 |
| auFeminin.com S.A.                               | 100        |                                                                                                 |
| Autohaus24 GmbH, Pullach                         | 50         |                                                                                                 |
| Axel Springer Digital TV                         | 100        |                                                                                                 |
| Axel Springer Digital TV Guide                   | 100        |                                                                                                 |
| Axel Springer Digital Ventures                   | 100        |                                                                                                 |
| Axel Springer Mediasales & Service GmbH          | 100        |                                                                                                 |
| BILD digital GmbH & Co. KG                       | 100        |                                                                                                 |
| Celepedia – Room49 GmbH                          | 100        |                                                                                                 |
| Eurobridge Inc. (New York, USA)                  | 100        |                                                                                                 |
| Idealo Internet GmbH                             | 74,9       |                                                                                                 |
| Immonet GmbH                                     | 88,7       |                                                                                                 |
| Kaufda – Juno Internet GmbH                      | 74,9       |                                                                                                 |
| Ladenzeile.de – Visual Meta GmbH                 | 78         |                                                                                                 |
| Sparheld International GmbH                      | 30         | über Idealo Internet GmbH; Umbenennung von meingutscheincode.de in sparheld.de im November 2013 |
| Melosch GmbH                                     | 50         |                                                                                                 |
| Welt                                             | 100        |                                                                                                 |
| PACE Paparazzi Catering & Event GmbH, Berlin     | 100        |                                                                                                 |
| Pressefunk Nordrhein-Westfalen GmbH & Co. KG     | 12,4       | zu 59 % beteiligt an Radio NRW                                                                  |
| Hit Radio FFH                                    | 15         | direkte Beteiligung                                                                             |
| Radio ffn                                        | 7,62       | direkte Beteiligung                                                                             |
| Radio Hamburg                                    | 35         | direkte Beteiligung                                                                             |
| StepStone Deutschland GmbH                       | 100        |                                                                                                 |
| Stuttgart Regional Hörfunk GmbH & Co. KG         | 10,3 %     | zu 65 % beteiligt an Antenne 1                                                                  |
| Transfermarkt.de                                 | 51         |                                                                                                 |
| Traum-Ferienwohnungen GmbH                       | 25,5       | über @Leisure Group                                                                             |
| Awin AG                                          | 52,5       |                                                                                                 |
| Zuio.tv – Zuio GmbH                              | 100        |                                                                                                 |

### Beteiligungen an Verlagen im Ausland (Auswahl)
| Gesellschaft                         | Anteil (%) | Hinweis                                             |
| ------------------------------------ | ---------- | --------------------------------------------------- |
| Axel Springer France S.A.S.          | 100        | Frankreich                                          |
| Axel Springer Polska Sp.z o.o.       | 100        | Polen                                               |
| Axel Springer Praha a.s.             | 100        | Tschechische Republik                               |
| Axel Springer Schweiz AG             | 100        | Schweiz                                             |
| Axel Springer-Ungarn GmbH            | ~94        | Ungarn                                              |
| Doğan TV A.Ş.                        | 19,9       | Türkei                                              |
| Handelszeitung Fachverlag AG         | 100        | Schweiz, über Handelszeitung und Finanzrundschau AG |
| HOBBY PRESS S.A.                     | 100        | Spanien                                             |
| Népújság GmbH                        | 94         | Ungarn                                              |
| Petöfi Zeitungs- und Buchverlag GmbH | 94         | Ungarn                                              |
| Politico                             | 100        | USA                                                 |
| ZAO Axel Springer Russia             | 95         | Russland, über AS Osteuropa GmbH                    |

Am 23. März 2010 gaben die Axel Springer AG und das größte Schweizer Medienhaus Ringier AG die Absicht zur Gründung einer gemeinsamen Holding-Aktiengesellschaft mit Sitz in Zürich bekannt, an der beide Unternehmen zu je 50 Prozent beteiligt sind. Die Axel Springer AG leistet in das Joint Venture eine Bareinlage in Höhe von 50 Mio. Euro und zahlt zudem rund 125 Mio. Euro Ausgleich an Ringier. In dieser Holding, die in drei bis fünf Jahren an die Börse gehen soll, werden künftig die MOEL-Aktivitäten der beiden Konzerne gebündelt. Die Axel Springer AG bringt das Geschäft seiner Tochtergesellschaften in Polen, Tschechien und Ungarn ein, Ringier sein Geschäft in Serbien, der Slowakei, Tschechien und Ungarn. Die beiden Unternehmen haben in Mittel- und Osteuropa zusammen bereits über 100 Printtitel (34 Zeitungen, 73 Zeitschriften) und über 70 Online-Angebote auf dem Markt (Stand März 2010). Mit dem Gemeinschaftsunternehmen entsteht somit auf einen Schlag eines der größten Medienunternehmen in den MOEL-Staaten, das auf das Gesamtgebiet gesehen deutlicher Marktführer bei Boulevardzeitungen und einer der größten Anbieter im Zeitschriftensegment ist. Es käme auf Basis der Geschäftszahlen von 2009 auf einen Umsatz von etwa 414 Mio. Euro (601 Mio. Schweizer Franken) und ein EBITDA von 62 Mio. Euro (89 Mio. SFr) und eine Zahl von rund 4.800 Mitarbeitern. CEO der Holding wird am 1. Februar 2010 Florian Fels, der erst zum Jahresanfang 2010 von seinem Posten als CEO und Vorsitzender der Geschäftsführung von Axel Springer Polska zu Ringier gewechselt war und in der Konzernleitung CEO des neuen Konzernbereichs Mitteleuropa wurde. Vorsitzender des paritätisch besetzten Verwaltungsrats wird Ralph Büchi, Präsident von Axel Springer International. 2002 war der Axel Springer AG ein Interesse am Kauf der Ringier AG nachgesagt worden. Zum 1. Juli 2007 hatte Springer über die Schweizer Tochtergesellschaft Jean Frey AG die deutschsprachigen TV-Programmzeitschriften TELE, TV4 und TV2 von Ringier erworben.
Im Februar 2023 berichtete The Economist über die Pläne der Springer-Gruppe, ihre Präsenz in den USA auszuweiten.

### Sonstiges
- 7 Grosso-Gesellschaften
- Immobilien-Fonds-Beteiligungen
- PIN Group SA, nicht mehr existent
- PPS Presse-Programm-Service GmbH
- VVDG Verlags- und Industrieversicherungsdienste GmbH
- Vertriebsgesellschaften